# Melløs Stadion
Melløs Stadion – wielofunkcyjny stadion w Moss, w Norwegii. Został otwarty 21 maja 1939 roku. Może pomieścić 9410 widzów, z czego 2410 miejsc jest siedzących. Swoje spotkania rozgrywa na nim drużyna Moss FK. W 1990 roku stadion gościł 89. edycję lekkoatletycznych Mistrzostw Norwegii. Obiekt był także jedną z aren piłkarskich Mistrzostw Europy kobiet w 1997 roku (rozegrano na nim trzy spotkania fazy grupowej tego turnieju) oraz Mistrzostw Europy U-19 w 2002 roku (odbyły się na nim dwa spotkania fazy grupowej).